# Mandal kirke

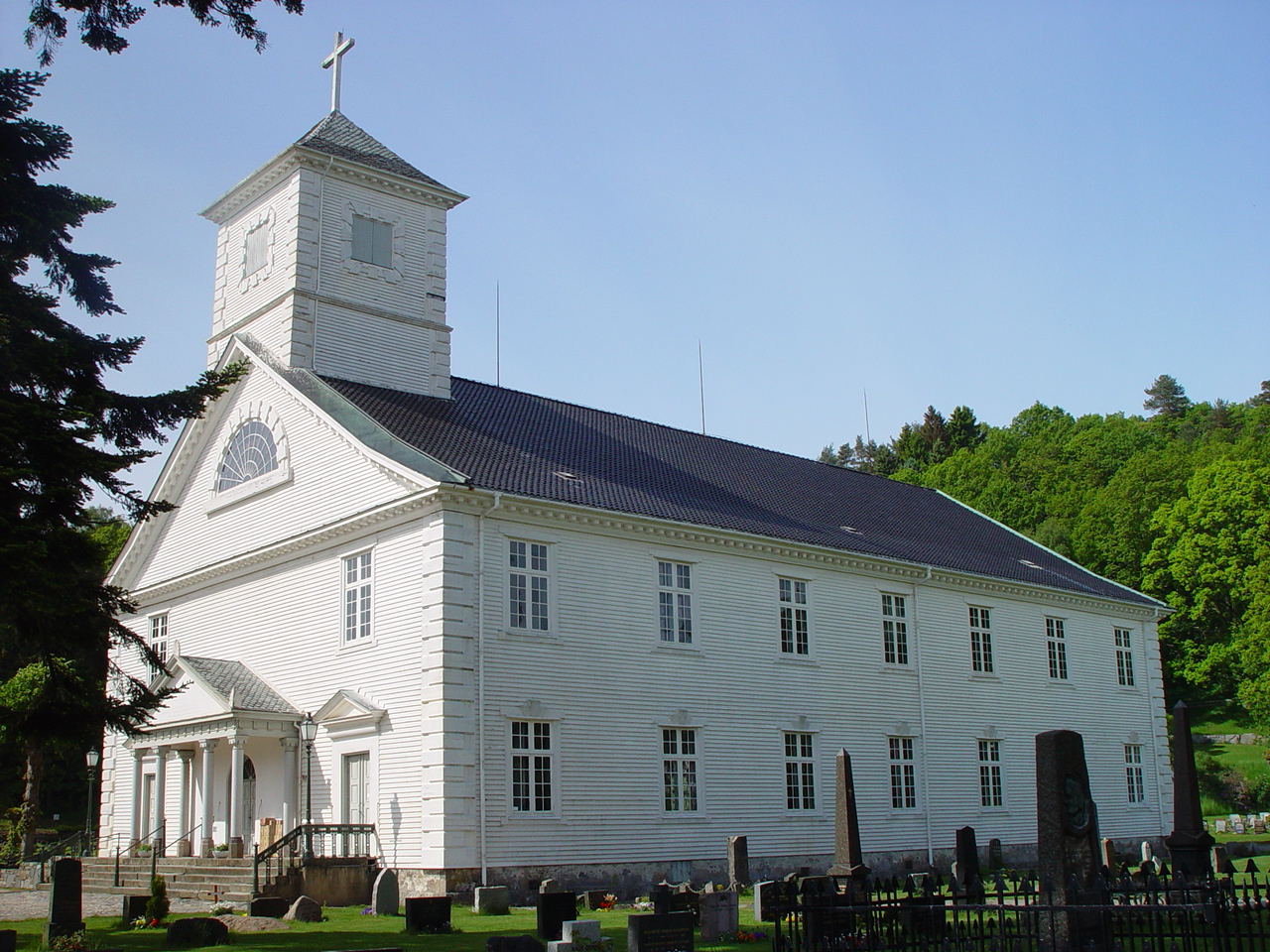
Mandal kirke von Osten gesehen.

Die evangelisch-lutherische Mandal kirke (Mandal-Kirche) ist eine Holzkirche in Mandal, Kommune Lindesnes im Fylke Agder, Norwegen. Sie ist mit 1800 Sitzplätzen die größte Holzkirche und eines der größten Holzgebäude in Norwegen. Die Kirche wurde nach dem großen Brand von Mandal, im Jahr 1810, gebaut und 1821 eingeweiht. Vor dem Brand stand eine Steinkirche aus dem 15. Jahrhundert auf dem alten Marktplatz, wo sich das frühere Stadtzentrum befand.

## Baustil

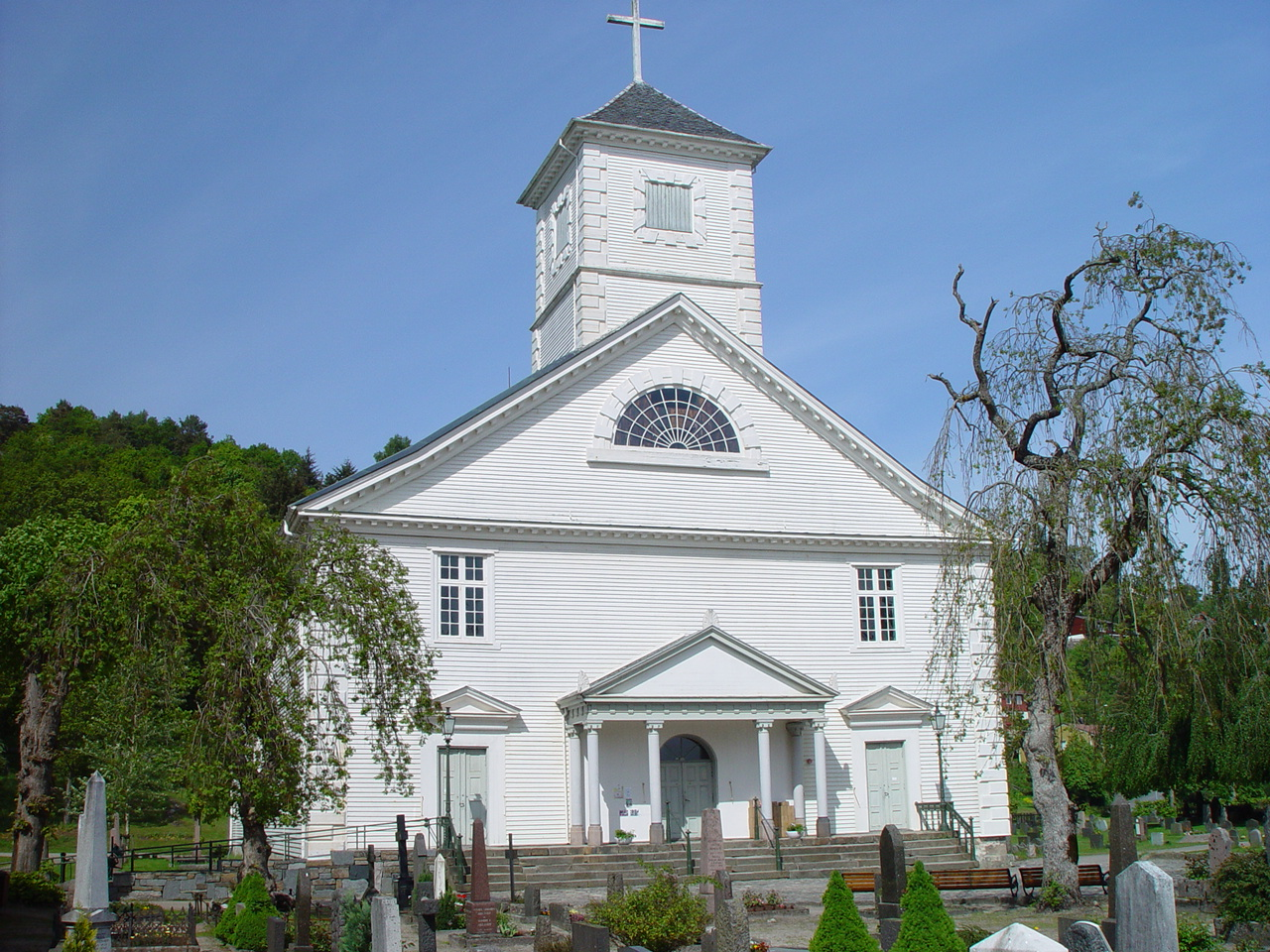
Klassizistisches Eingangsportal am Giebel der Mandal-Kirche.

Die Kirche ist vom Architekten Jørgen Gerhard Løser im Empire-Stil gebaut worden, welcher dem Klassizismus zuzuordnen ist. Dieser Stil legt Wert auf die Reinheit und Schlichtheit mit Vorbildern aus der griechischen und römischen Architektur. Zudem ist sie Norwegens erster Monumentalbau nach der Unabhängigkeit von Dänemark. Die Wände bestehen aus einem mit Ziegeln ausgefachten Fachwerk und obwohl sie nur eine Holzvertäfelung haben, zählt man die Kirche zu den Holzbauten. Die Spannweiten des Holzbaus sind ungewöhnlich groß dimensioniert und gut ausgeführt. Auf Grund des schlichten Baustils erhielt der Innenraum nur wenige Verzierungen. Dieser wird durch zwei kolossale Säulenreihen in das Hauptschiff und zwei Seitenschiffe unterteilt, über denen eine U-förmige Galerie verläuft. Dem gegenüber steht das Altarkreuz über dem sich die zylindrische Kanzel befindet. Das Taufbecken ist aus Marmor gefertigt.

## Orgel
Die Orgel wurde im Jahr 1923 installiert und stammt von dem Orgelbauer Oscar Wacker (Firma W. Sauer, Frankfurt / Oder). Es handelt sich um eine pneumatische Orgel mit 1500 Pfeifen und 32 Stimmen.